# Beilschmiedia sumatrensis
Beilschmiedia sumatrensis är en lagerväxtart som beskrevs av Henry Nicholas Ridley. Beilschmiedia sumatrensis ingår i släktet Beilschmiedia och familjen lagerväxter. Inga underarter finns listade i Catalogue of Life.